# Comté de Jones (Dakota du Sud)
Pour les articles homonymes, voir Comté de Jones.
Le comté de Jones est un comté situé dans l'État du Dakota du Sud, aux États-Unis. En 2010, sa population est de 1 006 habitants. Son siège est Murdo.

## Histoire
Créé en 1916, le comté doit son nom à des pionniers originaires du comté de Jones dans l'Iowa.

## Villes du comté
- City :
  - Murdo
- Town :
  - Draper
- Census-designated place :
  - Okaton

## Zone protégée
- Fort Pierre National Grassland

## Démographie
Selon l'American Community Survey, en 2010, 97,15 % de la population âgée de plus de 5 ans déclare parler l'anglais à la maison, 2,26 % le français, 0,49 % l'allemand et 0,10 % une langue chinoise.
| 1920  | 1930  | 1940  | 1950  | 1960  | 1970  |
| ----- | ----- | ----- | ----- | ----- | ----- |
| 3 004 | 3 177 | 2 509 | 2 281 | 2 066 | 1 882 |

| 1980  | 1990  | 2000  | 2010  | - | - |
| ----- | ----- | ----- | ----- | - | - |
| 1 463 | 1 324 | 1 193 | 1 006 | - | - |